# Chez la sorcière
Chez la sorciere és una pel·lícula muda francesa de Georges Méliès, estrenada el 1901, produïda per Star Film Company i té el número 350-351 als seus catàlegs.

## Trama
Un home solter visita una bruixa per evocar la seva parella perfecta per una bossa de diners. La bruixa li dona l'opció a escollir entre una de cinc dones i l'home n'escull una. La bruixa fa desaparèixer les altres quatre dones i abandona l'escena, la jove desapareix per deixar pas a la bruixa. L'home furiós vol colpejar la vella, però al final ella converteix l'home en un ruc. després se li puja a l'esquena i l'espanta amb un bastó.